# Pseudagrion inconspicuum
Pseudagrion inconspicuum é uma espécie de libelinha da família Coenagrionidae. 
Pode ser encontrada nos seguintes países: Angola, República Democrática do Congo, Malawi, África do Sul, Zâmbia e possivelmente em Tanzânia.
Os seus habitats naturais são: campos rupestres subtropicais ou tropicais, rios e pântanos. 